# Águeda (freguesia)
Águeda era una freguesia portuguesa del municipio de Águeda, distrito de Aveiro.
Localizada en el centro del municipio, la freguesia de Águeda era una de las tres freguesias que solo tenían otras freguesias del mismo municipio a su alrededor: Trofa y Valongo do Vouga al norte, Préstimo al nordeste, Castanheira do Vouga al este, Borralha, Recardães y Espinhel al sur, Óis da Ribeira al oeste y Travassô al noroeste. Está bañada por los ríos Águeda, que baña la ciudad, y Alfusqueiro.

## Historia
Fue suprimida el 28 de enero  de 2013, en aplicación de una resolución de la Asamblea de la República portuguesa promulgada el 16 de enero de 2013 al unirse con la freguesia de Borralha, formando la nueva freguesia de Águeda e Borralha.

## Lugares de interés
- Águeda (ciudad)
- Alagoa
- Alhandra
- Ameal
- Assequins
- Bolfiar
- Catraia de Assequins
- Cavadas
- Giesteira
- Gravanço
- Lapas de S. Pedro
- Maçoida
- Ninho de Águia
- Paredes
- Raivo
- Regote
- Rio Covo
- Sardão
- S. Pedro
- Vale de Erva
- Vale Domingos
- Vale Durão
- Vale do Sobreirinho
- Vale Verde

## Patrimonio
- Parque de Alta Vila
- Pelourinho de Assequins (fragmentos)